# یواس‌اس سابین (۱۸۵۵)
یواس‌اس سابین (۱۸۵۵) (به انگلیسی: USS Sabine (1855)) یک کشتی بود که طول آن ۲۰۲ فوت ۶ اینچ (۶۱٫۷۲ متر) بود. این کشتی در سال ۱۸۵۵ ساخته شد.